# Lente magnética
Uma lente magnética é um dispositivo para focar ou causar a deflexão de partículas carregadas, tais como elétrons ou íons. Partículas carregadas sofrem deflexão sob a ação de força de campos magnéticos, os quais podem variar pelo controle da corrente elétrica fluindo através de diversos eletromagnetos. Tais dispositivos tipicamente encontram diversas aplicações, de tubos de raios catódicos a microscopia eletrônica.
Uma lente magnética normalmente consiste de diversos eletromagnetos arranjados em um formato quadrupolo ou hexapolo. Este consiste de várias bobinas eletromagnéticas colocada nos vértices de um quadrado ou hexágono, respectivamente. desta configuração um campo magnético convexo pode ser formado, o qual tem o efeito de focar (ou divergir) partículas carregadas.